# 브렌트 브리스코
브렌트 브리스코(Brent Briscoe, 1961년 5월 21일 ~ 2017년 10월 18일)는 미국의 배우이다.

## 출연 작품

### 영화
- 심플 플랜 (1998)
- 마제스틱 (2001)

### 텔레비전
- 팍스 앤 레크리에이션 (2011-15)